# 女の戦争〜バチェラー殺人事件〜
『女の戦争～バチェラー殺人事件～』（おんなのせんそう～バチェラーさつじんじけん～）は、2021年7月3日から8月7日までテレビ東京の「サタドラ」枠で放送されたテレビドラマ。主演は本作でテレビ東京初出演にして、テレビドラマ初主演となる古川雄大。全6話。

## あらすじ
応募者三万人の中から選ばれた七人の独身女性たちが、たった一人のハイスペックな御曹司・鳴戸哲也を奪い合う恋愛リアリティショー、それが「ゲット・ザ・バチェラー」である。人生の伴侶を見つけるため、恋の駆け引きを続ける参加女性たち。しかし番組収録から3か月後、挙式直前に哲也は何者かに殺害されてしまう。物語では哲也が殺害されるまでの経緯が、時間を遡り明らかにされていく。
収録地である鳴戸グループのリゾート施設に到着した参加女性たちは収録初日の晩、ドレスや着物などフォーマルな装いに着替え哲也と初対面を果たし、それぞれ哲也への想いを告白する。翌日、哲也への「デートタイム」を賭けた薪割り競争を経て、初めての「暴露タイム」で麗奈が整形美人であることがバラされるが、星が薪割り競争の斧が滑るよう柄の部分にボディーオイルを塗る不正行為を行っていた事が発覚し、そのことを理由に一人目の脱落者に選ばれ退場となる。
収録2日目、利子が選挙に出馬することが「暴露タイム」でバラされ、人気取りのための出演であったのではないかと疑惑の目で見られることになる。さらには一香により、利子のサハラ大学主席卒業という経歴は実際は語学のサマースクールに通っただけの経歴詐称であることがバラされ、利子は経歴詐称を理由に二人目の脱落者に選ばれると、「大切なのは過去よりも今」と参加女性たちに自己弁護し、悔しがりながら退場する。
利子が退場となった晩、りおは一香に自分と理恵は「暴露タイム」で若菜へ投票するので協力して欲しいと話を持ち掛ける。しかし実際は一番のライバル候補とみなす一香を蹴落とそうと「暴露タイム」での一香への投票を既に理恵と麗奈に持ち掛けおり、りおの策略で一香は「焼酎ichちゃん」の裏アカを使い誹謗中傷を繰り返し、情報開示請求で謝罪を要求された際に示談金で事を収めていた過去を収録3日目途中の「暴露タイム」でバラされる。
その後、りお、理恵、麗奈の3人は哲也との「デートタイム」をリゾート施設内の遊園地を貸し切り楽しむが、途中りおが行方不明となり、彼女を捜索すると謎の男に拉致されていた。哲也は男の持つ凶器で頭部を殴打され負傷するも、りおを救出する。男は「りおの婚約者」を名乗るが、実態はパパ活をしていたりおに高級バッグなどを貢いでいた間柄であった。男の告白によれば、「暴露タイム」の投票でりおに騙された一香が仕返しのために彼を探し出し、「りおがあなたを裏切って哲也に乗り換えようとしている」と密告されたのでりおを連れ帰ろうとした、とのことであった。哲也を負傷させる原因を作ったりおと一香の2名は責任を取るためにスタッフに降板を申し出て、番組を退場する。
収録4日目の朝、理恵は過去に余命幾ばくも無い患者から懇願され、安楽死させたと話し始める。人を殺した罪の意識に苛まれ、飲酒や精神安定剤を服用する日々を過ごす中、ホスピタリティーの精神でホテルの宿泊客のためにどんなことでもしようという思いを語った哲也のインタビューに触れ救われたと告げ、自分のことを理解し救ってくれるのは哲也しかいないと結婚を申し出る。しかし、AD楓が理恵の勤務する病院に問い合わせ、安楽死の件は作り話であることがバレてしまい、理恵は哲也と結婚して不倫相手だった外科医を見返そうとしていたと告白し、自ら番組を退場する。
哲也の花嫁候補が若菜と麗奈の二人に絞られると、哲也の父・英一郎がサプライズ・ゲストとして登場し、鳴戸グループの花嫁にふさわしい女性を選ぶためと称し、高級品の真贋を見抜く二択勝負を課す。しかしその裏ではAD楓を大金で買収しており、若菜を脱落させるよう八百長を仕組んだ上、哲也にはいろいろと理由をつけて麗奈を選ぶよう命令していた。勝負はイカサマのために麗奈が勝利するが、英一郎が若菜を遠ざけようとすることを不審に思った哲也は古くからの友人に話を聞き、実は12年前に鳴戸グループの業績が悪化した際、英一郎が若菜の父を騙してベッドの製造技術や特許を奪い取っていたことから、若菜を遠ざけようとしていたことを突き止め、父の悪行を若菜に謝罪する。若菜は謝罪する哲也に、英一郎に復讐するため、息子の哲也に近づけばおのずと英一郎に近づけると考え番組に参加したと告げるが、哲也の優しさに触れたたことで、本当に好きになってしまい、どうすればいいのかと涙を流す。そんな若菜に哲也は鳴戸グループを変えてみせると誓う。
収録最終日の朝、麗奈の行方が分からなくなり、哲也はレジャー施設内を探し回り麗奈を探し出す。哲也は前日の「デートタイム」に麗奈からキスされたことから思うところがあり、彼女に「君は『かおり』ではないか?」と確認すると、麗奈はそれを認める。実は麗奈の正体は哲也が大学時代に交際していた女性『かおり』であり、哲也が大学卒業後、ニューヨークに渡ることになり破局した過去があった。麗奈は哲也との破局後、他の男性と交際するも哲也のことが諦めきれず、今までの自分を全部捨てて、真っ新な自分にならなければ哲也に会ってもらえないと考え、整形したのだと告白する。
遂に花嫁候補が選ばれるシーンの撮影となり、哲也は麗奈に過去がどうであったかは関係なく、今のあなたは素敵だと告げるも、彼は花嫁候補として若菜を選ぶ。若菜は父の仇の息子であった哲也のことも初めは憎んでいたが、自分のことをよく見て慰めてくれたことで心変わりしたことを告げ、哲也からの結婚の申し出を受け入れる。英一郎は若菜を選んだことで哲也に激怒するが、彼は自分が本当に欲しかったのは鳴戸グループの資産ではなく、父との思い出であり、「愛する人が傍にいて欲しい」という単純なことを若菜が思い出させてくれたから彼女を選んだのだと告げる。そして鳴戸グループを捨て、大切な人とならどんなつらく厳しい生活でも耐えられると英一郎に告げ、鳴戸グループの次期社長の座を辞退すると言い放つ。そんな哲也の覚悟を認めた英一郎は、鳴戸グループを変えるのにその強気な目がいつまでもつか楽しみにしてやると、哲也の次期社長辞退を許さないと告げる。
3か月後、女性たちが哲也を奪い合う争いが繰り広げられた思い出のリゾート施設で哲也と若菜の結婚式が行われることになり、番組で哲也の負傷騒ぎを起こす原因を作ったりおと一香を除く参加女性たちが式に参列するため当地を訪れる。まもなく式が始まろうとする中、哲也はウェディングドレスを着た若菜からナイフで腹部を刺される。哲也との愛を誓い合った若菜であったが、彼女の英一郎に対する復讐の決心は固く、どんなことがあろうとも復讐を成し遂げようと、自身が大切な両親を奪われたのと同じ苦しみを英一郎に味わわせるため、彼にとって大切な息子である哲也を刺したのだ。哲也は白のタキシードが鮮血に染まり意識が薄れゆく中、「全部ウソだったのか」と若菜に問いかけるが、彼女は「あなたは最高の人」「こんな形で出会いたくなかった」と告げ哲也にキスをし、「だから復讐には最高なの」と言い放ちその場を立ち去る。そして若菜は辿り着いた石橋の欄干を飛び越え、川に身を投じるのであった。

## キャスト

### 主要人物

#### バチェラー
鳴戸哲也（なると てつや）
演 -古川雄大
鳴戸ホテルグループ次期社長。総資産3000億円のハイスペックな御曹司バチェラー。父・英一郎の命令と、ニューヨークで出会った婚約者との2年前の死別の悲しみを乗り越えられる女性との出会いを求め「ゲット・ザ・バチェラー」への出演を決める。

#### ゲット・ザ・バチェラーの関係者
劇中で展開する、御曹司・哲也を奪い合う番組。哲也との「デートタイム」、脱落者を決める判断材料の一つとして、参加女性間で最多投票された女性の秘密がバラされる「暴露タイム」が設けられている。

##### 参加女性
応募者3万人の中から最新AIと番組スタッフにより選ばれた7名の独身女性たち。
各役名の下の名前は演者の名前から。
志倉若菜（しくら わかな）〈24〉
演 - 葵わかな（幼少期：土井菜々子）
デパートの寝具売り場の店員。キャラクターカラーは緑。芯の強いしっかり者。幼少期、ベッドを製造する町工場「ミヤマ寝具」を営んでいた父・コウイチが哲也の父・英一郎に騙されたことが原因で自殺し、極貧生活を雑草を食べるなどして凌いでいた。英一郎への復讐のため、彼に近づく手段として番組へ参加したが、哲也の優しさに触れ彼のことを本当に好きになってしまう。
河原麗奈（かわはら れいな）〈29〉
演 - トリンドル玲奈（整形前の麗奈：馬越彩海）
家事手伝い。キャラクターカラーは赤。趣味はバイオリンの癒やし系。水泳が苦手。
その正体は哲也が大学時代に交際していた女性「かおり」で、哲也との破局後も彼のことが忘れられず、今までの自分を捨てて、真っ新な自分にならなければ彼に会ってもらえないと考え、整形に踏み切っていた。
一ノ瀬りお（いちのせ りお）〈21〉
演 - 寺本莉緒
国民的人気アイドルグループ出身のタレント。キャラクターカラーはピンク。あざとい肉食系女子で若者言葉を多用する。アイドル活動をしているときは高級バッグなどをパパ活相手に貢がせていた。
森下一香（もりした いちか）〈22〉
演 - 尾碕真花
森下財閥の令嬢。キャラクターカラーは紫。有名私大の学生。その生い立ちから政財界への顔も広い。その裏では上流社会で生きるストレス発散に紙パックの焼酎をあおり、裏アカを使い誹謗中傷を繰り返しており、そんな自分のことが好きになれないでいた。
嶋田理恵（しまだ りえ）〈29〉
演 - 北原里英
看護師。キャラクターカラーは青。ナースとして人々に癒しを与えたいと努めている。その医療知識とスキルを活かし、しばしば周囲を助ける。患者を安楽死させた罪の意識に苛まれる悲劇のヒロインとして哲也の気を引き求婚するが、AD楓に人殺しが虚言であることを突き止められる。番組には不倫相手だった外科医を見返すために参加していた。
須崎利子（すざき りこ）〈28〉
演 - 成海璃子（第1話 - 第3話・最終話）
エリート弁護士。キャラクターカラーは黒。番組には玉の輿ではなく互いを高めあえるパートナーを見つけるため参加したと告げるが、経歴を詐称し自分をよく見せようとする虚栄心の強い女性であった。その後、出馬した選挙に落選したことが哲也の挙式に参列した際に語られている。
遠藤星（えんどう せい）〈45〉
演 - 真飛聖（第1話・第2話・最終話）
化粧品会社・エステ店の社長。キャラクターカラーはオレンジ。セレブ社長という触れ込みであったが、実際はステマでエステに通ってもらった女優たちへの謝礼を値切るなど経営難に陥っていた。しかし、番組に参加したことで業績を持ち直したことが哲也の挙式に参列した際に語られている。

##### 番組制作陣
テレビ東洋（通称：テレ東）の番組制作陣
ケリー豊田（ケリーとよた）
演 - 松大航也
番組MC。
AD楓（- かえで）
演 - 喜多乃愛
アシスタントディレクター。カメラマン兼任。最新AIが参加女性を選んでいるという番組の触れ込みであったが、実際は応募者の情報入力が面倒くさく、番組が盛り上がりそうな面白そうな女性を彼女が選んでいた。AD斉藤の恋心を弄び、彼が交際を申し込むとそれを断り、番組MCのケリーとカップルになっている。
AD斉藤（- さいとう）
演 - 芹沢瞬
アシスタントディレクター。先輩ADの楓に気があり、そのことを察した楓から揶揄われ、後日楓に交際を申し込むがフラれている。

### 哲也の親族
鳴戸英一郎（なると えいいちろう）
演 - 羽場裕一（第4話 - 最終話）
哲也の父。鳴戸ホテルグループ現社長。グループの広告塔となるよう、哲也に「ゲット・ザ・バチェラー」への出演を命じる。哲也の花嫁候補が二人となった時点で「ゲット・ザ・バチェラー」のサプライズ・ゲストとして登場し、12年前にベッドの製造技術や特許を騙し取った相手の娘である若菜を脱落させようとAD楓を賄賂で買収し、イカサマ勝負を仕掛ける。

### その他
キャスター
声 - 島田弘久（テレビ東京アナウンサー）
挙式直前に哲也が何者かに殺害されたニュース速報を伝える。
瀬川昴
演 - 中村公隆（第4話）
リゾート施設内の遊園地にあるお化け屋敷でりおを拉致した謎の男。その正体は自称「りおの婚約者」で、これまでりおに貢いできたのに裏切って哲也に乗り換えようとしていたことを彼を探し出した一香からの密告で知り、怒りの余り彼女を連れ去ろうとロケ現場に押し掛けていた。
伊藤宏
演 - 井並テン（第5話）
理恵と不倫していた外科医。家族のことを思う余り看護を担当する理恵に安楽死を懇願し、彼女に麻酔を多く注射され死亡した庭師という設定で理恵の虚言の登場人物として語られた。
若菜の父
演 - 森田浩史（第5話・最終話）
「ミヤマ寝具」の経営者。12年前、鳴戸グループの業績が悪化した際、哲也の父・英一郎に高級ベッドの共同開発を持ち掛けられるが、騙されて特許や技術を奪われベッドを製造できなくなり、そのことを苦に若菜が幼い頃に自殺している。
若菜の母
演 - 篠原美紀（第5話・最終話）
夫が自殺した後、幼い若菜を残し程なくして亡くなっている。

## スタッフ
- 脚本 - 山岡潤平
- 監督 - 北川瞳、安見悟朗
- チーフプロデューサー - 稲田秀樹（テレビ東京）
- プロデューサー - 田中智子（テレビ東京）、高石明彦（The icon）、古林都子（The icon）
- 音楽 - 福廣秀一朗、平野真奈
- 主題歌 - Cö shu Nie 「undress me」（ソニー・ミュージックアソシエイテッドレコーズ）[3][13]
- 特別協力 - 大江戸温泉物語・ホテル レオマの森、レオマワールド、Jetstar
- 制作協力 - The icon
- 製作著作 - テレビ東京

## 放送日程
| 話数   | 放送日  | サブタイトル                                                                                       | 演出            |
| ------ | ------- | -------------------------------------------------------------------------------------------------- | --------------- |
| 第1話  | 7月03日 | 資産3000億円! 華麗なる御曹司をめぐる女達の戦いの火蓋が!                                            | 北川瞳          |
| 第2話  | 7月10日 | 華麗なる御曹司と結婚へ! 一人目の脱落者は誰だ…? 裏の顔を暴け! 忍び寄る危険な罠                      | 北川瞳          |
| 第3話  | 7月17日 | 陰湿な女のバトル勃発! 御曹司の花嫁の座を狙って醜い駆け引きと罠が。 果たしてターゲットになるのは誰? | 安見悟朗        |
| 第4話  | 7月24日 | 裏切りの代償! 恐怖のデート、涙と血の壮絶バトル! バチェラーと女たちの行方は!?                       | 安見悟朗        |
| 第5話  | 7月31日 | 大富豪の父ついに登場! 鳴戸家の嫁に相応しいのはこの女だ! 驚愕のテスト                               | 北川瞳          |
| 最終話 | 8月07日 | 花嫁の座は誰に!? 幸せの結婚式当日に御曹司を殺したのは誰!? 恐るべき結末に慟哭の涙                   | 北川瞳 安見悟朗 |

## 余談
- 虚実が交錯するドラマであることから、「ゲット・ザ・バチェラー」の参加女性の役名の名前が、演じている女優の芸名の名前と同じ読みになるように命名されている[15]。

## 関連作品
- バチェラー・ジャパン - 2002年からアメリカで放映されている恋愛リアリティ番組『The Bachelor』の日本版。日本版は2017年よりAmazonプライム・ビデオで配信されている。